# 열쇠 도둑의 방법
《열쇠 도둑의 방법》(鍵泥棒のメソッド, Key Of Life)는 2012년에 개봉된 일본의 영화이다.

## 캐스트
- 사쿠라이 타케시: 사카이 마사토
- 미즈시마 카나에: 히로스에 료코
- 쿠도 쥰이치: 아라카와 요시요시
- 이노우에 아야코: 모리구치 요코
- 리카: 우치다 치카
- 집주인: 오오타니 료스케
- 오오타니 편집장: 미카미 이치로
- 츠치야: 하야시 카즈요시
- 후지모토: 우다 타카키
- 영화 감독: 이케다 나루시
- 조감독: 히사노 마사히로
- 주연 배우: 모토미야 야스카제
- 주연 여우: 미무라 타카요
- 편집부원 A: 히이라기 루미
- 부 편집장: 리 치즈루
- 편집부원 B: 나카타니 류
- 합 곤어 후보자: 무로쓰요시
- 원래 극단원 A: 사카이자와 타카시
- 원래 극단원 B: 나카무라 무카우
- 원래 극단원 C: 쿠로다 다이스케
- 이웃 주민 오타쿠: 타나카 소겐
- 아래층 주민 젊은 여자: 아라카와 유이나
- 합 곤어 남자: 나카가와 하루키
- 의사: 히비 다이스케
- 이와키 사장: 하라 킨타로
- 후지모토의 여자: 마츠야마 아이리
- 출판사의 접수양: 안노 하루카
- 영사 담당 남자: 코다마 노리카츠
- 구급대원 A: 츠카모토 나오키 (러브 레터스)
- 구급대원 B: 타메구치 유타로 (ラブレターズ)
- 경관 A: 스즈키 쇼지로
- 경관 B: 메구리 히로오
- 레스토랑의 주인: 코바야시 다이스케
- 악역 배우: 나카미치 코이치
- 아야코의 아들: 안비루 타이토
- 미즈시마 쇼코: 오야마다 사유리
- 미즈시마 쿄코: 키노 하나
- 미즈시마 도쿠지: 오노 타케히코
- 콘도 / 야마자키 신이치로: 카가와 테루유키